# اوریانگ خادای
اوریانگ خادای (انگلیسی: Uriyangkhadai; Did not recognize date.  Try slightly modifying the date in the first parameter. – ۱۲۷۲ (۷۰−۷۱ سال)) ارتشبد اهل امپراتوری مغول بود. یک ژنرال اوریانخای بود که چندین لشکرکشی را در طول قرن سیزدهم مغولان تسخیر سلسله سونگ توسط مغول، از جمله اولین حمله مغول به ویتنام، رهبری کرد. او پسر سبتای استراتژیست نظامی و پدر ژنرال و صدراعظم مغول آجو بود.